# Tesserodon seramicum
Tesserodon seramicum är en skalbaggsart som beskrevs av Jan Krikken och Huijbregts 2009. Tesserodon seramicum ingår i släktet Tesserodon och familjen bladhorningar. Inga underarter finns listade i Catalogue of Life.